# Quadrangle d'Aino Planitia
Le quadrangle d'Aino Planitia (littéralement :  quadrangle de la plaine d'Aïno), aussi identifié par le code USGS V-46, est une région cartographique en quadrangle sur Vénus. Elle est définie par des latitudes comprises entre 25° et 50° S et des longitudes comprises entre 60° et 90° E,. Il tire son nom de la plaine d'Aïno.